# Ильин, Николай Павлович
Никола́й Па́влович Ильи́н (1832—1892) — русский учёный-химик, профессор, директор Санкт-Петербургского технологического института, тайный советник.

## Биография
Родился 20 марта (1 апреля) 1832 года в семье потомственных дворян.
Окончив курс в Главном педагогическом институте, 6 ноября 1853 года был назначен старшим учителем математики Поневежского дворянского уездного училища, а затем — 2-й Одесской гимназии. С 1858 года исполнял должность репетитора по химии во 2-м Петербургском кадетском корпусе.
В 1861 году Ильин был назначен преподавателем Санкт-Петербургского практического технологического института по химической технологии и на 2 года направлен за границу для усовершенствования и изучения технологии обработки волокнистых веществ — в то время новой отрасли знания в России. Вернувшись из командировки, Николай Павлович исполнял должность профессора по кафедре химической технологии (с 1865 года), а 20 января 1876 года был утверждён на этой должности. Его лекции («Беление», «Красильное производство», «Окрашивание и ситцепечатание») считались одними из лучших руководств по технологии изготовления волокнистых веществ.
В 1865—1866 годах Ильин путешествовал по губерниям Российской империи с целью ознакомиться с состоянием промышленности. Когда в 1865 году Д. И. Менделееву предложил купить имение Боблово полковник Богенгард, возвращаясь в Петербург с Мануфактурной выставки в Москве, он уговорил Н. П. Ильина, с которым ездил на выставку, вместе посмотреть имение. Владелец запросил за имение 16 тысяч рублей, которых у Д. И. Менделеева не было и тогда Д. И. Менделеев и Н. П. Ильин купили этот имение в складчину.
«Всеобщая адресная книга С.-Петербурга» (1867—1868) указывала, что Ильин жил в доме № 10 на Царскосельском проспекте.
В 1871 году он был назначен членом комиссии в Санкт-Петербургском ремесленном училище цесаревича Николая, с 1872 по 1879 годы исполнял должность секретаря учебного комитета Технологического института.
В 1874 году Ильин был назначен членом комиссии по устройству Технологического института в Харькове, в то же время был членом комиссии по участию России в Венской, Брюссельской, Филадельфийской и Парижской всемирных выставках, а также занимался организацией всероссийской художественно-промышленной выставки в 1882 году. Также он заведовал Мариинской рукодельной школой, которая своим развитием во многом обязана деятельности Ильина.
В 1877 году Н. П. Ильин был произведён в действительные статские советники; 5 декабря 1880 года назначен членом Совета торговли и мануфактур, а 11 марта 1884 года — членом особого отдела учёного комитета по техническому образованию Министерства народного просвещения.
На Акте 50-летнего юбилея Петербургского практического технологического института 29 ноября 1878 года он выступил с речью «Обзор развития красильного искусства и промышленное значение искусственных пигментов».
С 1 июля 1879 по 1891 год Ильин исполнял должность директора Технологического института после отставки И. А. Вишнеградского. Практические занятия в механических мастерских Института были сокращены, и вместо них введён ряд дополнительных занятий по машиностроению. Вышел в отставку в 1891 году.
В 1886 году был назначен членом комиссии по исследованию промышленности царства Польского, а 30 августа 1891 года был назначен членом совета Министерства народного просвещения. Занимаясь исследованием развития фабрично-заводской промышленности, Ильин изучал тарифное дело и считался одним из лучших специалистов.
В 1888 году Ильин был избран почётным членом Политехнического общества при Московском техническом училище и назначен членом Совета Училища технического рисования барона Штиглица, в 1890 году — почётным членом Императорского минералогического общества.
Имел награды: орден Святой Анны 1-й степени (1883).
Н. П. Ильин скончался 13 (25) сентября 1892 года; был похоронен в Санкт-Петербурге, на кладбище Новодевичьего монастыря. Здесь же была похоронена и его жена, Елизавета Юльевна (1843 — 12.04.1904).

## Научная деятельность
Является автором изданных научных работ. Некоторые из них:
- «Условия рационального возделывания и промышленной обработки льна» (1864)
- «Курс красильного производства» (1874)
- «Отчет по исследованию фабричной промышленности царства Польского» (1888)[11]